# Формула-1
Формула-1 (Ф1, англ. Formula One, Formula 1, F1) — чемпионат мира по кольцевым автогонкам, который проводится ежегодно и состоит из этапов (называемых Гран-при), в соответствии с техническими нормами, требованиями и правилами, установленными Международной автомобильной федерацией (ФИА, англ. FIA).
Название исторически происходит от набора технических правил (так называемой «формулы»; при этом обозначение «Формула-1» — одна из нескольких таких «формул», наряду с «Формулой-2» и др.), которому должны соответствовать автомобили всех участников. С 1950 по 1980 год проводился чемпионат мира для гонщиков (англ. World Championship for Drivers), на смену которому в 1981 году пришёл чемпионат мира Формулы-1 (англ. Formula 1 World Championship), позже получивший современное название: FIA Formula One World Championship. Турнир находится под управлением Международной автомобильной федерации, а ответственной за коммерческое продвижение на данный момент является группа компаний Formula One Group. Чемпионат мира проводится каждый год и состоит из отдельных этапов, имеющих статус Гран-при, в конце года подводятся итоги турнира, с учётом суммы набранных за сезон очков. В Формуле-1 соревнуются как отдельные гонщики (за титул чемпиона мира среди гонщиков, также часто называемый в русском языке личным зачётом чемпионата мира или просто личным зачётом), так и отдельные команды (за титул чемпиона мира среди конструкторов, для которого в русском языке часто используется его историческое название «кубок конструкторов»).
Техника участников должна соответствовать техническому регламенту Формулы-1 и пройти тест на ударопрочность. Команды, участвующие в гонках Формулы-1, используют на Гран-при гоночные автомобили собственного производства. Таким образом, задачей команды является не только нанять быстрого и опытного гонщика и обеспечить грамотную настройку и обслуживание машины, но и вообще самостоятельно спроектировать и сконструировать машину. Но бывают и исключения. Например, шасси команд Red Bull Racing и Scuderia Toro Rosso (с 2024 RB) были очень похожи, почти идентичны, вплоть до 2009 года. Они были спроектированы и изготовлены компанией Red Bull Technology, так как обе команды и компания-изготовитель принадлежат концерну Red Bull GmbH.
Поскольку команды строят машины по собственным технологиям, и ввиду высокой конкуренции команд, в Формуле-1 постоянно появляются оригинальные технические решения, что ведёт к прогрессу как гоночных машин, так и дорожных автомобилей.

## Основные правила
- Каждая команда сама создаёт шасси для своего автомобиля. Моторы могут быть приобретены у стороннего производителя. За соответствием машин техническому регламенту следят стюарды Международной федерации автоспорта.
- От каждой команды в каждом Гран-при должны[6] выступать два гонщика, при этом раскраска машин должна быть одинаковой (за исключением номеров).
- Гран-при проводится с пятницы по воскресенье (за исключением Гран-при Монако, где до 2022 года вместо пятницы свободные заезды проходили в четверг, а также Гран-при Лас-Вегаса, где в 2023 году впервые после Гран-при ЮАР 1985 года, все заезды проходят на день раньше: с четверга по субботу, и соответственно, основная гонка проходит в субботу, а не в воскресенье[7][8]) и состоит из свободных заездов, квалификации и гонки. Сезон состоит из различного количества Гран-при: от 7 в 1950 до 22 в 2021—2023 и обычно проводится с марта по ноябрь.
  - За первые 10 мест на финише гонки пилоты и команды получают очки по системе 25—18—15—12—10—8—6—4—2—1. Трое первых гонщиков поднимаются на подиум. В честь победителя звучит гимн государства, по лицензии автоклуба которого он выступает, а затем — гимн страны команды-победителя. Под страной команды-победителя подразумевается государство, автоклуб которого выдал ей лицензию на участие[9]. Если страна пилота и страна команды-победителя совпадают, гимн играется один раз.
  - На некоторых Гран-при квалификация проходит в пятницу, а в субботу дополнительно проводится спринт — укороченная гонка примерно на 100 километров, — а также квалификация к нему. В таком случае основная квалификация распределяет места на основной гонке, а спринт (и квалификация к нему) оказывается отдельным мини-Гран-при, как некая «вещь в себе» в рамках гоночного уик-энда. За финиш в спринте на первых восьми местах гонщикам и командам начисляются очки по системе 8—7—6—5—4—3—2—1.
- Очки, набранные каждым пилотом во всех гонках в течение сезона, суммируются и используются для присвоения титула чемпиона мира по окончании сезона; очки всех выступавших за каждую команду гонщиков также суммируются и используются для определения команды-победителя в борьбе за кубок конструкторов.

## Флаги на трассе и их значения
| Флаг  | Цвет                      | Значение |
| ----- | ------------------------- | --- |
|       | Красный                   | Остановка гонки или тренировочной сессии                                                                             |
|       | Зелёный                   | Конец опасности / рестарт                                                                                            |
|       | Жёлтый                    | Предупреждение об опасности на трассе (локально или по всей трассе), также используется в режиме машины безопасности |
|       | Голубой                   | В гонке, приближение машины, опережающей гонщика на круг или более                                                   |
| bordo | Белый                     | Медленная машина на трассе                                                                                           |
|       | Чёрный                    | Дисквалификация пилота из гонки                                                                                      |
| bordo | Клетчатый                 | Финиш гонки или тренировочной сессии                                                                                 |
| bordo | Чёрно-белый               | Предупреждение за неспортивное поведение                                                                             |
|       | Чёрный с оранжевым кругом | Машина имеет техническую неполадку и должна остановиться                                                             |
|       | Красно-жёлтый             | Скользкое место (из-за масла или воды на трассе)                                                                     |

## Гран-при чемпионата мира Формулы-1
Порядок проведения Гран-при, обязанности команд и пилотов определяются спортивным регламентом. Его положения должны неукоснительно соблюдаться всеми участниками чемпионата мира Формулы-1.
На Гран-при от одной команды могут выступать 2 пилота в квалификации и гонке. Кроме того, в свободных заездах в пятницу команда может использовать третьего пилота, но принимать участие в одной сессии могут только 2 гонщика от команды.
В случае болезни или иных уважительных причин третий пилот может заменить на квалификации и гонке одного из основных пилотов команды, но его могут допустить к гонке, только если он участвовал в квалификационных заездах. Очки, набранные запасным пилотом в гонке, будут начислены на его личный счёт в чемпионате мира; в борьбе за кубок конструкторов эти очки будут прибавлены к счёту команды, как если бы за неё выступал основной пилот. В течение сезона за одну команду могут выступать, набирая для себя и для неё очки, до 4 пилотов.
Чтобы участвовать в Гран-при, пилот обязан получить суперлицензию Международной федерации автоспорта.

### Тренировки
- Тренировки, или свободные заезды проводятся в течение трёх сессий. Как правило, две сессии продолжительностью по одному часу проводятся в пятницу, и ещё одна, продолжительностью также в один час, — в субботу, перед квалификацией. На Гран-при Лас-Вегаса все тренировочные сессии (а также квалификация и гонка) проходят на день раньше.
- Чтобы участвовать в гонке, пилот обязан участвовать (то есть как минимум проехать один круг) по крайней мере в одной сессии тренировок[источник не указан 1489 дней].

### Квалификация
За многолетнюю историю Формулы-1 формат квалификации изменялся несколько раз.
Считается, что впервые для определения порядка стартующих в гонках Гран-при хронометрируемые заезды использовались в Гран-при Монако 1933 года.
В первые три десятилетия проведения чемпионата мира отдельных квалификационных заездов не проводилось, а стартовые позиции определялись по результатам хронометрируемых тренировок. Отдельные квалификационные заезды появились в 1975 году, и в следующие годы на отдельных этапах проводилось по две-три квалификации, обычно длительностью в один час.
Так как с определённого момента[когда?]

 стартовое поле стало ограничиваться 26 машинами, а количество участников могло превышать три десятка, с 1977 года на некоторых этапах стала проводиться так называемая предквалификация. Последний раз она была проведена в 1992 году.
В 1993—1995 годах в двух 60-минутных квалификационных сессиях в пятницу и субботу можно было проехать не более 12 кругов. Недостатком такого формата было то, что если в субботу погода была хуже, чем в пятницу, то финальная сессия, транслировавшаяся по телевидению, превращалась в простую тренировку, так как гонщики не имели шанса улучшить своё пятничное время. В 1996—2002 годах квалификация проводилась только в субботу; из минусов отмечалось нежелание многих команд выезжать на трассу в первые 15—20 минут, так как времена на круге в силу ряда факторов (например, чистота трассы и её температура) обычно улучшались к концу квалификационной или тренировочной сессии.
С 2003 года каждый гонщик должен был проехать только один круг по пустой трассе, чтобы показать зачётное время. По результатам пятницы определялся порядок выезда в субботней сессии — быстрейший гонщик стартовал в субботу последним. Финальная субботняя попытка должна была совершаться с тем объёмом топлива, с которым гонщик собирался стартовать в гонке в воскресенье. При такой схеме зачастую получалось, что гонщик, победивший в пятницу, оказывался в субботу из-за условий на трассе в менее выгодном положении. На следующий год обе сессии стали проводиться в субботу. Это, в свою очередь, привело к тому, что некоторые гонщики, с целью обеспечить себе лучший момент для выезда во второй части, специально проезжали первый быстрый круг с низкой скоростью.
В 2005 году время двух сессий стало суммироваться. Первая сессия с минимальным количеством топлива проходила в субботу, вторая — в воскресенье, за несколько часов до старта гонки. Но в большинстве случае решающей становилась субботняя сессия, к которой было приковано большее внимание. Начиная с седьмого этапа от воскресной части отказались, а в субботу гонщики должны были участвовать в машинах, заправленных на стартовый отрезок гонки.
С 2006 года проводится квалификация с выбыванием. Она проходит в субботу и состоит из трёх сессий. Первая сессия длится 18 минут. Вторая сессия — 15 минут. Третья, самая короткая, длится 12 минут.
1. В первой сессии (Q1) участвуют все пилоты. Они проезжают произвольное число кругов, устанавливая свои времена. По завершении этого сегмента квалификации гонщики, занявшие места ниже 15-го, выбывают.
2. Во второй сессии (Q2) принимают участие оставшиеся 15 пилотов, снова проезжающих круги в произвольном режиме. Как и в Q1, по завершении этого сегмента квалификации выбывают ещё 5 гонщиков, показавших худшее время в сессии.
3. В третьей сессии (Q3) принимают участие оставшиеся 10 пилотов. По окончании сессии устанавливаются первые 10 мест стартовой решётки согласно времени, показанному гонщиками.

В Гран-при Австралии и Бахрейна 2016 года применялся иной формат квалификации, подразумевавший поочерёдный выход из борьбы каждого гонщика, не сумевшего показать хорошее время круга за установленное время (с интервалом в полторы минуты), однако использование данного формата не привело к ожидаемому увеличению интриги в борьбе за позиции на старте, после чего было принято решение вернуться к предыдущему формату квалификации.
После окончания квалификации автомобили первой десятки отправляются в закрытый парк, то есть до начала гонки нельзя делать какие-либо изменения в этих автомобилях: менять состав резины, вносить коррективы в настройки шасси, менять настройки двигателя и т. п. Разрешаются лишь незначительные изменения настроек, и то только под наблюдением инспекторов FIA. Первая десятка должна стартовать на тех же шинах, которые были установлены на машине в тот момент второй сессии (Q2), когда было показано лучшее время. В исключительном случае комплект шин может быть заменён на аналогичный по износу, если шины были повреждены, и только по согласованию с техническим делегатом ФИА. Остальные пилоты, занимающие места на стартовой решётке с 11-го и ниже, имеют право выбрать тот тип резины, который захотят. Если квалификация прошла на сухой трассе, а гонка до её начала объявлена дождевой, то на всех машинах должны быть установлены дождевые шины и наоборот.
В сезоне 2022 года запрет на выбор шин для гонки для первой десятки отменили и теперь все пилоты могут выбирать любой из них.
В случае наложения стюардами на пилотов или команду штрафов в виде лишения нескольких мест на старте, эти штрафы применяются непосредственно перед стартом гонки, то есть квалификация проходит без их учёта. Чаще всего штрафы получают за блокировку другого гонщика на его быстром круге и за замену двигателя или коробки передач в режиме закрытого парка.

### Гонка
Гонка проводится в воскресенье (за исключением Гран-при Лас-Вегаса, начиная с 2023 года и переносов гонок из-за Рамадана в начале 2024), и прогревочный круг непосредственно перед началом гонки стартует в 15:00 (в некоторых сезонах в 15:10) по местному времени в европейских странах и в более позднее время в азиатских странах и Австралии (чтобы трансляция в Европе не пришлась на слишком раннее утро). За гонку пилоты должны проехать количество кругов, которое заранее определяется исходя из длины круга автодрома. Количество кругов подбирается так, чтобы общая дистанция гонки была равна или минимально превосходила 305 км (исключение — 260 км на Гран-при Монако). При этом гонка не может продолжаться более 2 часов. Это означает, что если за 2 часа лидер не преодолеет всю дистанцию гонки, то по истечении 2 часов круг, на котором в тот момент будет находиться лидер гонки, будет объявлен последним. Если гонка по каким-то причинам прерывается красными флагами, то по прошествии 3 часов с момента старта, гонка также объявляется завершённой, даже если чистое время гонки к этому моменту будет менее 2 часов.
За 15 минут до прогревочного круга гонки машины должны покинуть пит-лейн и занять свои места на стартовой решётке согласно результатам квалификации. На стартовой решётке машины могут обслуживаться персоналом команд, но за 15 секунд до прогревочного круга гонки все, кроме пилотов, сидящих в машинах, должны покинуть стартовое поле.
По сигналу светофора гонщики должны проехать прогревочный круг, во время которого они не имеют права обгонять друг друга. Прогревочный круг используется в основном для того, чтобы прогреть резину, улучшив таким образом её гоночные характеристики. По окончании прогревочного круга автомобили снова выстраиваются на стартовой решётке и после сигнала светофора начинают гонку в соревновательном режиме.
В течение гонки команда может провести произвольное число пит-стопов для смены резины (но при этом за время гонки, кроме ситуации когда гонка «дождевая», на каждом автомобиле должно использоваться как минимум 2 разных типа резины) и/или проведения необходимого ремонта и обслуживания машины. С 2010 года дозаправка автомобилей в течение всей гонки запрещена, таким образом начиная с 2011 года в машинах был по необходимости увеличен топливный бак, что существенно сказалось на весе автомобиля и его управляемости. Количество пит-стопов для конкретного гонщика и то, как они будут распределены по ходу гонки, определяет его так называемую стратегию гонки. Часто хорошая стратегия может привести к превосходству более слабой машины над более сильной. Чаще всего команды проводят от 1 до 3 пит-стопов для каждой машины, в зависимости от трассы и выбранной стратегии. Но в непредвиденных ситуациях количество пит-стопов может увеличиваться. Это может быть связано с неисправностью или повреждением машины, либо с внезапно изменившимися погодными условиями. В последнем случае на машине нередко не только меняется резина, но и регулируются углы атаки всех антикрыльев. В случае повреждения машины, на пит-стопе могут быть заменены некоторые её части, такие как передний обтекатель с антикрылом, руль и т. п.
На каждую гонку выбирается два или три подходящих характеристикам трассы типа резины, одинаковые для всех команд. Если гонка не объявлена дождевой, каждый гонщик обязан использовать по крайней мере два типа резины, что автоматически приводит к одному обязательному пит-стопу.
Заезжая на пит-лейн, гонщик обязан снизить скорость ниже максимально разрешённой скорости, которая определяется отдельно для каждой трассы, чаще всего это 80 км/ч, однако нередко встречается ограничение в 60 км/ч. Нарушивший это правило получает штраф в виде проезда по пит-лейн. Такое снижение обусловлено как вопросами безопасности, так и тем, что иногда путь через пит-лейн короче пути по трассе (например, в 1993 году, ещё до введения ограничения скорости на пит-лейн, Айртон Сенна поставил лучший круг на Гран-при Европы в Донингтоне, проехав его через пит-лейн, путь через который был короче, чем по трассе; сделано это было ненамеренно — Сенна собирался заехать на пит-стоп, чтобы сменить дождевую резину на слик, но, свернув на пит-лейн, заметил, что снова пошёл дождь, и решил продолжить гонку на дождевой резине, проехав мимо своих боксов без остановки.
На пит-стопе гонщик останавливается напротив боксов своей команды. В этот момент механики меняют резину, проверяют состояние машины, меняют повреждённые элементы и проводят другие необходимые модификации. В момент пит-стопа особенно заметна командная работа в Формуле-1: механики действуют быстро и слаженно, и обычно пит-стоп занимает менее 3 секунд (официальный рекорд установлен командой McLaren на Гран-при Катара 2023 года — 1,80 секунды).
По окончании гонки первые 10 гонщиков, а также их команды, получают очки по системе 25—18—15—12—10—8—6—4—2—1. Гонщики, занявшие первое, второе и третье места, поднимаются на подиум и получают кубки. Также кубок получает представитель команды-победителя. В честь победителя звучит гимн его страны, а затем — гимн страны, за которую выступает команда победителя. Затем следует традиционный «душ» из шампанского, когда гонщики поливают себя и друг друга из больших бутылок с шампанским. В Бахрейне, Саудовской Аравии, Катаре и Абу-Даби (на гонках, проходящих в мусульманских странах с более строгими законами и обычаями из-за исламских ограничений) вместо шампанского используется безалкогольный газированный напиток.
В исключительных случаях, когда продолжение соревнования угрожает жизни или здоровью людей, гонка может быть остановлена досрочно. При этом на трассе вывешивается красный флаг. Вопрос о возобновлении гонки в этом случае решается дирекцией гонки. Если гонка не возобновляется, и гонщики преодолели к этому моменту 75 % дистанции, то финишным результатом считается порядок мест, существовавший за два круга до остановки гонки (то есть если обгон между лидерами состоится на последнем или предпоследнем круге, то пилот, совершивший обгон, может не быть признан победителем, см., например, инцидент на Гран-при Бразилии 2003 года). Если же к моменту остановки гонки гонщики не прошли 75 % дистанции (но при этом лидер завершил хотя бы 2 круга) и гонка не возобновляется, то гонщики получают половину от положенных им очков.

### Директор гонки
Эта роль включает в себя общее управление логистикой каждого Гран-при Формулы-1, осмотр автомобилей в закрытом парке перед гонкой, соблюдение правил FIA и управление светофором, которым даётся старт каждой гонке. Как глава официальных лиц гонки, директор гонки также играет большую роль в разрешении споров между командами и гонщиками. Но при этом наказания, такие как штрафы за проезд (и штрафы за остановки и опасные перемещения по трассе), понижение в позиции на стартовой решётке перед гонкой, дисквалификация в гонке и другие штрафы в случае нарушения правил, могут быть вынесены только судьями. С 2022 года директорами гонок поочерёдно являются Нильс Виттих и Эдуардо Фрейтас, а Херби Блаш — постоянным советником; а с 2023 года директором гонки на всех гонках является Нильс Виттих.

### Автомобиль безопасности
В случае инцидента, угрожающего безопасности участников или гоночных маршалов вдоль трассы, официальные лица гонки могут принять решение об использовании автомобиля безопасности. Фактически это приостанавливает гонку, и пилоты следуют за машиной безопасности по трассе на её скорости в порядке гонки, обгоны запрещены. Машинам, отставшим на круг и более, может быть разрешено в течение работы автомобиля безопасности и в зависимости от обстоятельств, разрешённых директором гонки, вернуться в круг пелотона, чтобы обеспечить более спокойный рестарт и избежать немедленного выбрасывания синих флагов после возобновления гонки, потому что все болиды находятся в непосредственной близости друг от друга. Автомобиль безопасности движется до тех пор, пока опасность не будет устранена; после того, как он уходит, гонка возобновляется стартом «с ходу». Пит-стопы разрешены под машиной безопасности.
С 2000 года основным водителем автомобиля безопасности является бывший немецкий гонщик Бернд Майлендер. На круге, на котором машина безопасности возвращается в боксы, ведущая машина берёт на себя роль машины безопасности до линии хронометража. После пересечения этой линии гонщики могут снова начать гонку и борьбу за позиции. Mercedes-Benz поставляет модели Mercedes-AMG GT в Формулу-1 для использования в качестве автомобилей безопасности. С 2021 года Aston Martin поставляет модель Vantage для Формулы-1 в качестве автомобиля безопасности, разделяя эту обязанность с Mercedes-Benz.

### Чемпионат мира и кубок конструкторов
Каждый сезон Формулы-1 является соревнованием пилотов за чемпионат мира, а конструкторов — за кубок конструкторов. На протяжении сезона очки, набранные пилотом на Гран-при, складываются с очками, которые уже есть на его счету. Конструктор получает за каждую гонку все очки, набранные обоими его пилотами. В конце сезона производится подсчёт очков и объявляются победители в обеих номинациях.
Спортивная рабочая группа Формулы-1 приняла новую систему начисления очков на 2010 год. Согласно этой системе, очки получают первые 10 гонщиков, за победу начисляется 25 очков. Принятие новой системы было вызвано увеличением числа машин на стартовом поле с 20 до 24, а также желанием увеличить разницу между первым и вторым местом.
Текущая таблица начисления очков выглядит так:
- 1 место — 25 очков;
- 2 место — 18 очков;
- 3 место — 15 очков;
- 4 место — 12 очков;
- 5 место — 10 очков;
- 6 место — 8 очков;
- 7 место — 6 очков;
- 8 место — 4 очка;
- 9 место — 2 очка;
- 10 место — 1 очко;

### Спринт
В Формуле-1 в 2022 году спринт представлял собой примерно 100-километровую гонку без обязательных пит-стопов. В выходные дни спринта проводилось только две тренировки, что давало командам меньше времени на доводку своих машин для квалификации и гонки. Обладателем поула считался победитель пятничной квалификации, и это его достижение регистрировалось в официальной статистике.
Начиная с 2023 года квалификация на основную гонку стала проходить в пятницу, а в субботу дополнительно проводилась специальная квалификация к спринту. В таком случае основная квалификация распределяет места на основной гонке, а спринт (и квалификация к нему) оказывается отдельным мини-Гран-при, как некая «вещь в себе» в рамках гоночного уик-энда.
Начиная с 2022 года таблица начисления очков в спринте выглядит так:
- 1 место — 8 очков;
- 2 место — 7 очков;
- 3 место — 6 очков;
- 4 место — 5 очков;
- 5 место — 4 очков;
- 6 место — 3 очков;
- 7 место — 2 очка;
- 8 место — 1 очко.

## Основные характеристики автомобилей
Характеристики машин определяются техническим регламентом, за соответствием которому следят стюарды Международной федерации автоспорта.

### Шасси
Автомобиль Формулы-1 представляет собой углепластиковый монокок с четырьмя расположенными вне корпуса колёсами, из которых задние два являются приводными, а передние — ведомыми. Пилот располагается в тесной кабине (кокпите) в передней части машины и управляет им с помощью руля и педалей тормоза и газа.
Хотя машины Формулы-1 нередко превышают скорость 300 км/ч, по абсолютной скорости Формула-1 не может считаться самой быстрой автогоночной серией, так как многие параметры моторов в ней существенно ограничены (ограничен объём и количество двигателей по ходу сезона — и как следствие, производители по необходимости увеличивают их запас прочности, в том числе за счёт ограничения максимальных оборотов и мощности двигателя, и как результат — ограничение скоростей, достигаемых автомобилем). Тем не менее, по средней скорости на круге среди шоссейно-кольцевых автогонок (исключая т. н. «овалы») Формуле-1 нет равных. Это становится возможным благодаря очень эффективным тормозам и аэродинамике.
Тормозные усилители и антиблокировочная тормозная система запрещены.

### Двигатель
Объём и параметры двигателей, используемых в Формуле 1, неоднократно менялись. С 2006 года в Формуле-1 используются четырёхтактные восьмицилиндровые двигатели без наддува объёмом не более 2,4 литра. Однако поскольку переход на 8-цилиндровые двигатели произошёл довольно неожиданно и был сопряжён с большими затратами, в 2006 году малобюджетным командам было позволено использовать 10-цилиндровые моторы объёмом до 3,0 литров с применением ограничителя оборотов и воздушного рестриктора.
Мощность двигателей 750—770 л. с. Системы предварительного охлаждения воздуха запрещены. Также запрещено подавать в двигатель что-либо, кроме воздуха и горючего.
Начиная с 2008 года регламент на моторы был «заморожен», то есть доработки двигателей запрещены за исключением отдельных изменений, связанных с надёжностью. При этом FIA утверждает каждое такое изменение. По мнению Флавио Бриаторе, некоторые команды использовали это право для увеличения мощности двигателей. Кроме того, происходит улучшение состава горючего и смазочных материалов. В 2010 году в связи с отменой дозаправок особое значение приобрела экономичность двигателя, так как на старте у машин с более экономичными двигателями может быть меньше топлива.
После окончания сезона 2008 года руководство Формулы-1 и FIA предлагало переход на стандартные моторы, что, по мнению инициаторов предложения, должно было сократить расходы команд. 17 октября 2008 года FIA объявило тендер на поставку стандартных моторов для всех команд Формулы-1. Эта инициатива встретила неодобрение среди ряда команд, связанных с автопроизводителями; в частности Ferrari объявила о возможности ухода из чемпионата в случае принятия такого предложения. Позже ассоциация команд Формулы-1 (FOTA) сделала ряд предложений по снижению затрат, включая поставку моторов по ценам в пределах пяти миллионов долларов.
10 декабря 2010 года на заседании Всемирного совета FIA было принято решение о переходе с сезона 2013 года на четырёхцилиндровые турбодвигатели, объёмом 1,6 л., с давлением впрыска топлива до 500 бар и ограничением в 12 тысяч оборотов в минуту. Однако в июне 2011 года FIA отложила введение новых моторов на 2014 год и вместо четырёхцилиндровых рядных моторов были введены шестицилиндровые V-образные двигатели объёмом до 1,6 литра.

### KERS
Начиная с сезона 2009 года в машинах Формулы-1 была введена система рекуперации кинетической энергии (KERS) — специальное приспособление, позволяющее аккумулировать кинетическую энергию на участках торможения, отдавая её при разгоне. При этом конкретный принцип рекуперации не предписывается. Перед началом сезона 2009 года из всех команд — участниц чемпионата лишь Williams объявила о разработке механической системы рекуперации, в то время как все остальные отдали предпочтение электрической, с применением специальных аккумуляторов. Также, в начале 2009 года поступило предложение о применении стандартной системы рекуперации. В 2010 году команды заключили джентльменское соглашение, согласно которому они не будут использовать KERS. В 2011 году ограничение снято.

### ERS
ERS расшифровывается как energy recovery system (система рекуперации энергии), и это довольно новая инновация в мире Формулы-1. Впервые появившись в 2009 году, она со временем превратилась в неотъемлемую часть силовых агрегатов автомобилей Формулы-1. Начиная с сезона 2014 года на машинах Формулы-1 используются турбированные моторы V6 c системой рекуперации энергии (ERS) двух видов. Первая напоминает KERS: запасает энергию во время торможения, которая затем используется вторично мотор-генератором MGU-K. Вторая система — MGU-H — аккумулирует энергию выхлопных газов, которые используются в турбине. Суммарно система ERS позволяет пилотам использовать дополнительную мощность в 163 л. с. на протяжении 33 секунд на круге.

### Безопасность
В Формуле-1 огромное внимание уделяется безопасности пилотов. Ни один автомобиль не сможет выйти на старт гонки, если он не пройдёт всех необходимых проверок, в частности краш-тестов.
Особенно остро вопрос безопасности встал после трагической гибели в один и тот же уикенд 1994 года на трассе в Имоле Айртона Сенны и Роланда Ратценбергера, а также получившего тяжёлую травму рёбер на пятничной тренировке Рубенса Баррикелло. Внесённые в конструкцию машин изменения привели к значительному увеличению безопасности гонщиков, особенно при лобовых и боковых столкновениях.
С 1996 года боковины кокпита были значительно подняты и усилены, чтобы защитить гонщика при боковых ударах. Для предохранения пилота при переворотах позади кокпита расположены дуги безопасности. Также регламентировано, что в любой ситуации пилот должен иметь возможность покинуть машину не более чем за 5 секунд, для чего ему нужно лишь расстегнуть ремни безопасности и снять руль.
Гонщики Формулы-1 одеты в специальные комбинезоны фирмы Sparco, выдерживающие открытое пламя в течение 14 секунд. Кроме того, гонщики обязаны надевать бельё, подшлемники, обувь и перчатки из негорючих материалов, изготовленные сертифицированными производителями. Шею гонщиков, подвергающуюся во время аварий огромным нагрузкам, защищает система защиты шеи и головы пилотов HANS (head and neck support), адаптированная для нужд Формулы-1.
С 2018 года в «формульных» чемпионатах введена система Halo — титановый нимб вокруг пилота для защиты головы. Первоначально система критиковалась конструкторами, гонщиками и зрителями за внешний вид, однако в 2020 году в пяти гоночных инцидентах Halo показало себя с наилучшей стороны, в том числе и при аварии Романа Грожана на Гран-при Бахрейна, когда в результате столкновения с ограждением на скорости 213 км/ч Halo «раздвинула» рельсы безопасности, защитила голову пилота и дала возможность оперативно выбраться из огня.

### Электроника
Запрещены все системы, активно помогающие гонщику управлять автомобилем: например, системы контроля старта. Все команды обязаны использовать унифицированный блок управления двигателем (ECU). С машины Формулы-1 непрерывно передаётся телеметрия: информация о состоянии и поведении машины — за ней в реальном времени следит персонал команды. Обратная связь запрещена: то есть, как бы то ни было управлять автомобилем из боксов нельзя.
Вся электронная начинка автомобилей инспектируется ФИА перед началом сезона и не может меняться до его окончания.

### Шины
Шины имеют в Формуле-1 огромное значение. Подобрать правильный состав, наиболее подходящий для трассы, погоды и машины, является довольно сложной задачей. Команды тратят для этого большу́ю часть времени на тестах и свободных заездах. В отличие от дорожных автомобилей, шины для автомобилей Формулы-1 не рассчитаны на долговечность (один комплект может выдержать 300 км, как например на Гран-при Азербайджана 2023 года, но обычно шины изнашиваются гораздо быстрее), и ключевыми свойствами являются прочность, малый вес и сцепление с трассой.
Основные составляющие шин — резина, нейлон и полиэстер. Для изменения жёсткости резины регулируются пропорции добавляемых в неё компонентов: углерода, серы и нефти[уточнить]. Чем мягче резина, тем выше её сцепление с асфальтом, но тем быстрее она изнашивается.
Используют 3 вида шин: «слики» — для сухой трассы, «микст» или «промежуточные» — для слегка влажной, и «дождевые» — для сильно влажной. Шины для сухой трассы различают по жёсткости и обозначают индексами пяти вариантов, от самого жёсткого С1 до самого мягкого С5. Дождь является относительной редкостью для Формулы-1, поэтому чаще всего используются шины для сухой трассы.
До 2009 года в Формуле-1 применяли «псевдослики» — шины с 4 продольными канавками. Они были введены вместо сликов в 1998 году с целью снижения скоростей путём уменьшения сцепления с трассой. В 2009 году прижимная сила антикрыльев была значительно уменьшена, и для компенсации потери сцепления были вновь разрешены слики.
С 2011 года единственным поставщиком шин является компания Pirelli.
Размер передних и задних шин в ходе эволюции гоночных автомобилей Формулы-1 постоянно менялся, ныне передние и задние шины разные, размер передних шин по ширине равен 305 миллиметров, задних — 405 миллиметров. При этом полный диаметр колеса не может превышать 670 миллиметров для шин для сухой погоды и 680 миллиметров для мокрой. Измерения проводят при давлении в шине, равном 1,4 бар.
В 2016 году были введены следующие правила. Pirelli определяют 3 состава для каждой гонки и информируют об этом команды, которые по ходу уик-энда могут использовать 13 комплектов сликов, 4 комплекта промежуточных шин и 3 дождевых. Из 13 комплектов Pirelli выбирает 2 комплекта на гонку, а один из мягких комплектов должен использоваться в 3 сессии квалификации. Оставшиеся 10 комплектов могут выбираться произвольно. Участники 3-й сессии квалификации должны стартовать в гонке на том комплекте, на котором они показали лучшее время во 2-й сессии квалификации. Команды обязаны заранее сообщить ФИА о своём выборе шин: в случае с европейскими этапами — не позднее, чем за 8 недель, в случае с выездными гонками — не позднее, чем за 14 недель.
В 2022 году были введены следующие правила. ФИА увеличила диаметр шины с 13 до 18 дюймов. Кроме перехода с 13-дюймовой размерности на 18-дюймовую, речь также шла об уменьшении ширины передних шин с 305 до 270 мм. Ширина задних шин осталась прежней — 405 мм. Участники всех сессий квалификации могут стартовать в гонке на любом комплекте, тем самым гонщики из второго и третьего сегмента квалификации лишились стратегического преимущества, и на квалификации должны показывать максимально возможные результаты.
В соответствии с п. 12.7.1 Технического регламента Формулы-1, шины могут быть наполнены только воздухом или азотом.
| Тип шин           | Цвет боковины шин | Рисунок протектора | Условия эксплуатации              | Сцепление     | Срок эксплуатации |
| ----------------- | ----------------- | ------------------ | --------------------------------- | ------------- | ----------------- |
| C5                |                   | Гладкий            | Сухая трасса                      | Очень высокое | Очень короткий    |
| C4                |                   | Гладкий            | Сухая трасса                      | Высокое       | Короткий          |
| C3                |                   | Гладкий            | Сухая трасса                      | Среднее       | Средний           |
| C2                |                   | Гладкий            | Сухая трасса                      | Низкое        | Долгий            |
| C1                |                   | Гладкий            | Сухая трасса                      | Очень низкое  | Очень долгий      |
| Промежуточный тип |                   | Рифлёный           | Лёгкая и средняя влажность трассы | н/д           | н/д               |
| Дождевой тип      |                   | Рифлёный           | Мокрая трасса                     | н/д           | н/д               |

## Трассы для соревнований
Высокие скорости при соревнованиях требуют повышенной безопасности, поэтому при строительстве трасс для Формулы-1 используются специальные материалы. Всего (на конец сезона 2022 года) в мировом первенстве были представлены 76 различных трасс.

## История
Корни Формулы-1 лежат в чемпионате Европы по автогонкам Гран-при, который проводился в 1920-е и 1930-е годы. Организации, участвующие в Гран-при, сформулировали первый регламент проведения чемпионата мира перед Второй мировой войной и запланировали его введение в действие на 1941 год, но вплоть до 1946 года эти правила не были формализованы окончательно. В 1946 году недавно образованная ФИА представила правила так называемой «Формулы-А», переименованной затем в «Формулу-1», которые вступали в действие с 1947 года. Технический регламент основывался на нескольких идеях: немецкие гонщики были на 10 лет исключены из гонок ввиду поражения и оккупации Германии, но это не касалось итальянцев, так как капитуляция в 1943 году и участие итальянцев в борьбе с Третьим рейхом сняло многие обвинения со страны. Перед войной, в попытке хоть как-то взять верх в борьбе с немецкими машинами, автоклуб Италии провёл Гран-при Триполи по правилам «младшей формулы» или voiturette, ограничивающим рабочий объём двигателя цифрой 1,5 л. И хотя это не спасло итальянцев от разгрома, после войны именно эти машины были взяты за образец при подготовке регламента класса «Формула-1». Кроме того, были допущены старые французские машины Гран-при с безнаддувными двигателями 4,5 л, неспособные конкурировать с современными им немецкими машинами. Вместе с тем, ещё в том же году организаторы трёх Гран-при провели гонки по регламенту Формулы-1. В 1948 году к Формуле-1 добавился класс «Формула-2». Ещё более младший класс «Формула-3» был введён в 1950 году. По первоначальной схеме предполагалось, что класс «Формула-1» предназначался исключительно для проведения мирового первенства, класс «Формула-2» — для проведения первенства континента, Формула-3 — для национальных чемпионатов и так далее.
В 1950 году ФИА было решено занести результаты отдельных гонок в классе «Формула-1» в общий протокол чемпионата мира. Первая такая гонка, Гран-при Великобритании прошла на английской земле на автодроме Сильверстоун. До 1958 года чемпионат мира был исключительно для пилотов, а затем очки стали начисляться и конструкторам машин (которые соревновались за обладание так называемым кубком конструкторов).
Не следует однако полностью отождествлять класс «Формула-1» и чемпионат мира ФИА. Зачастую в мире проводилось на порядок больше крупных гонок (в том числе и в наивысшем гоночном классе), нежели входило в чемпионат мира. Немногие гонщики выбирали для участия исключительно этапы чемпионата мира: они принимали участие в самых разных гонках, в том числе и необязательно на машинах с открытыми колёсами. Автомобили класса «Формула-1» выступали не только в чемпионате мира, но и в других, внезачётных гонках, как правило, имевших самостоятельный статус. Так, из 22 гонок, проведённых в 1950 году с участием автомобилей класса «Формула-1», только 5[уточнить] шли в зачёт чемпионата мира. Кроме чемпионата мира автомобили класса «Формула-1» использовались также в южноафриканском чемпионате Формулы-1 (1960—1975) и британском чемпионате Формулы-1 (1977—1980, 1982).
В то же время и сам чемпионат мира не всегда проводился по техническому регламенту класса «Формула-1». Так, входившая в зачёт чемпионата американская гонка Инди-500 проходила по собственному регламенту, на машинах, именуемых «индикарами». Когда в 1951 году Международная федерация автоспорта (FISA) объявила новые правила для класса «Формула-1», вступающие в действие с 1954 года, никто не хотел готовить автомобиль на сезоны 1952—1953 годов по старым правилам, и, из-за отсутствия достаточного числа участников, чемпионат мира был проведён по техническим правилам класса «Формула-2». Привязка чемпионата мира к техническому регламенту класса «Формула-1» произошла только в 1961 году. При этом, вплоть до конца 1960-х годов машины, соответствующие классу «Формула-2», продолжали допускаться на старт этапов чемпионата мира.
Ситуация полностью изменилась в начале 1980-х годов, когда после «войны FISA и FOCA» был принят Договор согласия. Если до конца 1980 года все этапы чемпионата мира (Гран-при) организовывались только независимыми местными федерациями и автоклубами, а ФИА лишь руководила процессом определения правил, начислением очков, подведением итогов, то с 1981 года спортивной организацией всех этапов стали заниматься непосредственно структуры, напрямую подчиняющиеся ФИА. С 1984 года все гонки в классе «Формула-1» стали проходить только в рамках чемпионата мира. Фактически исчезло само понятие класса «Формула-1» и появилась гоночная серия Формула-1, коммерческие права на которую отделены от спортивных, относящихся к ведению ФИА.

### 1950—1979 годы
Первый чемпионат мира среди гонщиков прошёл в 1950 году, его выиграл итальянец Джузеппе Фарина на «Альфа Ромео». Фарина лишь ненамного опередил своего партнёра по команде аргентинца Хуана-Мануэля Фанхио, который в следующие 7 лет 5 раз становился чемпионом мира. Фанхио запомнился одним из величайших гонщиков Формулы-1 и долгое время был рекордсменом по числу чемпионских титулов.
После первых побед, «Альфа-Ромео» решила свернуть свою гоночную программу. Одновременно FISA выпустила новые правила, вступающие в действие в 1954 году и призванные уменьшить скорости и увеличить безопасность. Организаторы большинства гонок Гран-при в 1952—1953 годах приняли решение проводить соревнования по регламенту класса «Формула-2».
Важным технологическим новшеством в Формуле-1 стали среднемоторные автомобили компании Купер. До Второй мировой войны такая компоновка неоднократно использовалась в гонках Гран-при, изначально на модели Benz-Tropfenwagen 1923 года. Впоследствии эта схема получила развитие на гоночных автомобилях «Ауто Унион», где на ведущих ролях оказались руководители и конструкторы, работавшие ранее в компании Benz & Cie.. Довоенные модели отличались очень сложным поведением на трассе, в то время как Купер T43/T51 отличались хорошей управляемостью, но имели слабый мотор. Джек Брэбем (команда «Купер») выиграл чемпионские титулы 1959 и 1960 годов, а в 1961 году уже все участники чемпионата перешли на среднемоторную конструкцию автомобилей. Отчасти этому способствовали новые изменения в регламенте. Применявшиеся в турнире с 1954 года безнаддувные двигатели с 2,5 л рабочего объёма выдавали уже более 300 л. с. и FISA вновь озаботилась безопасностью. И на этот раз было решено ввести двигатели меньшего объёма. Формулу-1 не стали отменять в угоду Формуле-2, но довели её до того же уровня — 1,5-литровые безнаддувные двигатели породили так называемую «Формулу-Джуниор». Также дистанция гонок была сокращена с 500 км до 300 км, так как не все гонщики выдерживали изматывающие 3-часовые гонки на мощных машинах без усилителей руля. Новые слабосильные двигатели (изначально менее 200 л. с.) потребовали увеличить внимание к аэродинамике — двигатели располагались за спиной пилота, а сами гонщики буквально лежали в тесных кокпитах.
Начиная с 1958 года в Формуле-1 началась эпоха англоговорящих гонщиков: вплоть до 1969 года чемпионами становились британцы Майк Хоторн, Грэм Хилл, Джим Кларк, Джон Сёртис и Джеки Стюарт, австралиец Джек Брэбем, новозеландец Денни Халм и американец Фил Хилл.
В 1958 году в Гран-при Монако приняла участие первая в истории Формулы-1 женщина-пилот Мария Тереза де Филиппис, а первой женщиной, которой удалось набрать очки стала Лелла Ломбарди, которая получила 0,5 очка за 6-е место на финише в Гран-при Испании 1975 года (то есть только половину причитавшихся за 6-е место очков, поскольку гонка была остановлена до момента достижения 75 % запланированной дистанции (подробнее см. Система начисления очков в Формуле-1)).
В 1962 году команда «Лотус» (одна из ведущих команд Формулы-1 в 1960-е и 1970-е годы) впервые использовала в конструкции автомобилей монокок, позаимствовав такую конструкцию из авиационной промышленности. Тогда же появились первые дуги безопасности, предохраняющие голову гонщика при переворотах. В 1966 году FISA вновь вернула двигатели большого объёма, убедившись, что уменьшение мощности не решает проблему безопасности. Новые двигатели должны были быть не более трёх литров рабочего объёма без наддува и 1,5 литра — с наддувом. Под новые правила компания Косворт в 1968 году подготовила 8-цилиндровый 3-литровый мотор DFV, доступный, надёжный, но в то же время эффективный, что давало возможность выступать в чемпионате мира небольшим командам, не имеющим возможности строить свои двигатели. В 1968 году Лотус выступила с ещё одной инновацией, раскрасив свои машины наклейками компании «Империал Тобакко». Это положило начало спонсорству в Формуле-1.
С ростом мощностей и скоростей увеличивалось значение прижимной силы, это заставляло команды экспериментировать в конструкции антикрыльев и других аэродинамических элементов. В конце 1970-х годов «Лотус» впервые применила граунд-эффект (англ. ground effect), который сильно увеличивал прижимную силу за счёт разреженного воздуха под днищем автомобиля. Это позволяло пилотам проходить повороты намного быстрее. Вскоре все команды перешли на его использование. В 1983 году граунд-эффект был запрещён ФИА ввиду борьбы с ростом скоростей, и он был вновь разрешён лишь с 2022 года.

### 1980—1999 годы
1981 год ознаменовался подписанием первого Договора согласия — документа, регламентирующего отношения между командами Формулы-1 и FIA. Согласно Договору все права на телевизионные трансляции гонок Формулы-1 были переданы новообразованной компании «Управление и продвижение Формулы-1» (FOPA) (позже ставшей известной как Formula One Management), директором которой стал Берни Экклстоун. Эта же компания позже распределяла доходы от трансляций. С тех пор Экклстоуна не без оснований называли «боссом Формулы-1». Изменилась структура турнира и его название. Если до 1981 года параллельно существовали чемпионат мира для гонщиков (англ. World Championship for Drivers) и международный кубок для конструкторов Ф1 (англ. International Cup for F1 Constructors), то с 1981 года закрепилось новое официальные название — чемпионат мира Формулы-1 (англ. Formula 1 World Championship), который параллельно включил в себя два чемпионата: так называемый личный зачёт для пилотов (англ. World Drivers' Championship), и так называемый кубок конструкторов для команд (англ. World Constructors' Championship).
1980-е годы были эрой турбомоторов. Первый бензиновый двигатель с турбонаддувом был применён командой «Рено» в 1977 году. В 1986-м мощность моторов в квалификационных версиях превышала 1300 л. с., что и по сей день является рекордом для автомобилей с открытыми колёсами. В целях снижения скоростей в сезоне 1984 ФИА ограничила размер топливного бака объёмом 220 л и ввела запрет на дозаправки в ходе гонки. В 1986 году объём бака дополнительно уменьшили до 195 л. В 1987-м в дополнение к этому ограничили максимально возможное давление наддува турбомоторов (величиной 2,5 бар). В следующем сезоне 1988 объём баков у турбомашин ограничили размером в 150 л, а с 1989 года турбодвигатели и вовсе были запрещены (вплоть до сезона 2014).
В начале 1990-х годов команды начали широко использовать электронику в конструкции машин. Она применялась, прежде всего, для рулевого усиления, системы управления тягой, полуавтоматической коробки передач, системы активной подвески. В результате расцвета электроники, всё больше функций по управлению автомобилей брал на себя компьютер, уменьшая тем самым значение пилота. В 1994 году FIA запретила многие из электронных нововведений.
В 1992 и 1997 годах были заключены второй и третий Договоры согласия. Срок действия последнего истёк в 2007 году.
Ко второй половине 1980-х годов в чемпионате образовалась группа так называемых топ-команд: «Феррари», «Макларен», «Уильямс», «Лотус», к которым в самом конце 1980-х годов примкнул «Бенеттон».
Сезоны 1988—1990 годов прошли под знаком легендарного противостояния Айртона Сенны и Алена Проста. Именно из-за него сезон 1988 многими признаётся лучшим в истории чемпионатов мира: пара Прост—Сенна, выступавшая вместе в команде McLaren, одержала 15 побед в 16 Гран-при (16-я победа досталась Герхарду Бергеру, который закончил гонку лидером на первом для Ferrari Гран-при Италии без «Комендаторе» Энцо Феррари). Точка в соперничестве Проста и Сенны была поставлена в 1994 году, когда Ален Прост завершил свою карьеру, а Сенна попал в смертельную аварию на Гран-при Сан-Марино 1994 года. Смерть одного из величайших гонщиков потрясла весь мир и сильно повлияла на стандарты безопасности. После гибели Сенны всего один пилот скончался от последствий травм, полученных во время Гран-при Формулы-1, — Жюль Бьянки.
Стремительный прогресс технологий и приход крупных автопроизводителей в Формулу-1 привели к огромному росту затрат. На начало XXI века бюджет многих команд Формулы-1 составлял несколько сотен миллионов долларов в год. Это привело к тому, что с 1990 года 28 команд покинуло Формулу-1 из-за нехватки средств для конкуренции с лидерами чемпионата.

### Начало XXI века (2000—2009)
Начало XXI века в Формуле-1 прошло под безусловным доминированием команды Феррари: с 2000 по 2004 год пилот Феррари Михаэль Шумахер выиграл все чемпионские титулы, а сама команда завоевала кубок конструкторов. Шумахер является семикратным чемпионом (он взял ещё 2 титула в 1994 и 1995 гг., выступая за команду Benetton). Ему же принадлежит множество других рекордов в Формуле-1. В 2002 и 2004 годах преимущество машин «Феррари» было столь велико, что итальянская команда не оставила остальным ни единого шанса[уточнить]. Подавляющее превосходство одной команды над остальными могло быть[уточнить] одной из причин многочисленных перемен в спортивном регламенте.
В первые годы XXI века FIA часто вносила существенные изменения в регламент. В частности, формат квалификации менялся с 2002 года четырежды. Наиболее значимые перемены произошли перед сезоном 2005 года: моторы машин должны были иметь ресурс, достаточный для проведения двух Гран-при (включая свободные заезды), по ходу гонки запрещалась смена резины, квалификация проходила с баками, заправленными на первую часть гонки.
Все эти изменения были связаны с попыткой уменьшить скорости (в целях безопасности) и увеличить количество обгонов по ходу гонки (для повышения интереса болельщиков). Не все меры достигли объявленных целей, в частности, из-за невозможности менять резину в течение гонки, к финишу она изнашивалась настолько, что создавала опасность для управления автомобилем.
Новая эра Формулы-1 сопровождалась и скандалами. На Гран-при Австрии сезона 2002 лидирующий Рубенс Баррикелло по приказу своей команды Феррари пропустил вперёд своего напарника Михаэля Шумахера, чтобы тот набрал больше очков в борьбе за чемпионский титул. Это вызвало негодование среди зрителей, и с тех пор[уточнить] в Формуле-1 была запрещена командная тактика, то есть явные указания гонщику от руководства команд. Перед сезоном 2011 года командная тактика вновь была разрешена.
На Гран-при США 2005 года произошёл так называемый «шинный скандал»: в результате неспособности шин Michelin безопасно преодолевать дистанцию по фрезерованной трассе, все команды, использующие резину этого производителя, отказались от участия в гонке. Были попытки разрешить ситуацию компромиссом, но они не увенчались успехом, поэтому на Гран-при США выступали всего 6 машин, использующих шины Bridgestone.
Эти события, недовольство команд распределением доходов от проведения гонок Гран-при Формулы-1, постоянные смены регламента — всё это стало причиной колоссального напряжения в отношениях между командами и FIA. Некоторые автопроизводители приступили к разработке альтернативного чемпионата, в котором бы участвовали их команды в случае, если договорённость не будет достигнута.
Начиная с сезона 2006 года вступил в действие отказ от десятицилиндровых моторов объёмом в 3 литра (которые использовались в Формуле-1 с 1995 года, до этого после окончания «турбо-эры» использовались 3,5-литровые двигатели без ограничения числа цилиндров) в пользу восьмицилиндровых с объёмом в 2,4 литра.
Команды-«отступники» вскоре после начала чемпионата 2006 года поменяли своё мнение — после того как, с одной стороны, новые владельцы коммерческих прав на серию (CVC Capital Partners) пообещали пересмотреть принципы распределения доходов, а, с другой стороны, FIA установила жёсткие правила по участию в чемпионате 2008 года: заявки на участие должны были быть поданы в недельный срок до 1 апреля 2006 года. Все одиннадцать команд-участниц сезона 2006 сделали это в срок, а никто больше заявок не подал.
Однако, на этом борьба команд и автопроизводителей с руководством федерации не закончилась. Новый скандал вспыхнул в 2009 году, и был связан с планами Макса Мосли ограничить расходы команд лимитом в 40 млн долларов (для сравнения, нынешний[когда?]

 бюджет Ferrari превышает 300 млн), начиная с 2010 года. Поскольку не все команды были способны пойти на такое ограничение, новый регламент предусматривал разделение команд Формулы-1 на два класса: тех, кто будет пользоваться безлимитным бюджетом и тех, кто примет ограничение в 40 млн. «Дешёвые» команды получили бы беспрецедентные поблажки в техническом регламенте, которые практически гарантировали им борьбу за победы: в том числе, снятие ограничений на замены моторов и количество тестовых дней.
Этой инициативе воспротивились все десять команд Формулы-1, и в первую очередь Ferrari, которой ограничение бюджета казалось невозможным. Ferrari, а вслед за ней Renault и несколько других команд, объявили, что откажутся выступать в Формуле-1 в 2010 году, если ФИА не откажется от нового регламента. В конце концов, все десять команд подали заявку на участие в чемпионате 2010 года, но с условием, что будут использоваться прежние правила. Закулисная борьба и переговоры между лидерами команд и лидерами ФИА продолжались ещё долго[сколько?].
Постоянные конфликты ФИА с руководствами команд, в особенности тех, которые поддерживались крупными автопроизводителями, подтолкнули команды к планам создания чемпионата мира по Гран-при — альтернативной серии с техническим регламентом Формулы-1, но свободной от влияния ФИА. Восемь из десяти действующих команд изъявили готовность перейти в такой чемпионат, если бы переговоры с ФИА о регламенте на 2010 год не увенчались успехом. Тем временем, ФИА приняла заявки от почти десятка новых команд, желающих выступать в чемпионате. Среди них — Prodrive, Campos, Team US F1 и другие команды из младших серий.
Чтобы спасти единство Формулы-1, президент FIA Макс Мосли согласился подать в отставку по окончании сезона 2009 года и не выдвигать свою кандидатуру на следующих выборах. Окончательное решение о спортивном и техническом регламенте на 2010 год должно было приниматься уже с новым президентом. Им стал известный автоспортивный деятель Жан Тодт, бывший руководитель Ferrari, обошедший в борьбе за президентское кресло своего соперника в лице знаменитого в прошлом раллиста Ари Ватанена.

### 1,6-литровые турбированные гибридные двигатели V6
Формула-1 вступила в «гибридную» эру в 2014 году. Все автомобили, стартующие в любой гонке чемпионата Формулы-1, стали оснащаться 1,6-литровым турбированным 6-цилиндровым двигателем с ограничением оборотов до 15000 в минуту. В связи с тяжестью новых двигателей правила также предусматривали повышение минимальных норм веса автомобиля с 642 кг до 690 кг; в дальнейшем показатель минимального веса только увеличивался и по состоянию на сезон 2020 года составлял 746 кг, что более чем на 100 кг превышало показатель 2013 года. Ferrari, Mercedes и Renault по сей день создают силовые установки по данному регламенту, тогда как Cosworth ввиду скромного бюджета покинул чемпионат. В 2015 году в Формулу-1 вернулась Honda, 3 сезона поставляя свои силовые установки команде McLaren, а затем переключившись на работу с командами Toro Rosso и Red Bull. Изначально новые силовые установки развивали мощность около 760 л. с. (600 л. с. непосредственно ДВС + 160 л. с. от гибридной составляющей) против 750 л. с. у V8.
Команда Mercedes смогла создать лучший мотор по новому регламенту, благодаря чему выиграла все титулы кубка конструкторов с 2014 по 2021 год и все титулы в личном зачёте с 2014 по 2020 год (6 раз чемпионом становился Льюис Хэмилтон, и 1 раз — Нико Росберг).
Новые моторы оказались значительно дороже своих предшественников. Необходимость увеличивать их мощность и надёжность вынудила тратить больше денег как производителей моторов, так и их клиентов. Траты на моторы оказались настолько высоки, что разрыв между топ-командами (которые могут позволить большие траты на аэродинамику и шасси) и середняками (их бюджеты во много раз меньше, чем бюджеты лидеров) стал увеличиваться, и в итоге с введением новых правил на аэродинамику в 2017 году чемпионат неофициально стали делить[кто?] на Формулу-1 (Mercedes, Ferrari и Red Bull) и Формулу-1.5, или же Формулу-Б (все остальные команды).

### Хронология
| 0—9 | 0—5            | 6—9            | 0—6            | 7—9               | 0                 | 1—4               | 5                 | 6—9               | 0                  | 1—2                | 3—6                | 7—8                | 9                  | 0—1                | 2—4                | 5                 | 6                 | 7                    | 8                    | 9                     | 0—1                   | 2—5                   | 6—7                   | 8                     | 9                      | 0                      | 1—3                    | 4—5                   | 6                   |                     |
| 1   | Ferrari c 1950 | Ferrari c 1950 | Ferrari c 1950 | Ferrari c 1950    | Ferrari c 1950    | Ferrari c 1950    | Ferrari c 1950    | Ferrari c 1950    | Ferrari c 1950     | Ferrari c 1950     | Ferrari c 1950     | Ferrari c 1950     | Ferrari c 1950     | Ferrari c 1950     | Ferrari c 1950     | Ferrari c 1950    | Ferrari c 1950    | Ferrari c 1950       | Ferrari c 1950       | Ferrari c 1950        | Ferrari c 1950        | Ferrari c 1950        | Ferrari c 1950        | Ferrari c 1950        | Ferrari c 1950         | Ferrari c 1950         | Ferrari c 1950         | Ferrari c 1950        | Ferrari c 1950      | Ferrari c 1950      |
| 2   |                |                | McLaren c 1966 | McLaren c 1966    | McLaren c 1966    | McLaren c 1966    | McLaren c 1966    | McLaren c 1966    | McLaren c 1966     | McLaren c 1966     | McLaren c 1966     | McLaren c 1966     | McLaren c 1966     | McLaren c 1966     | McLaren c 1966     | McLaren c 1966    | McLaren c 1966    | McLaren c 1966       | McLaren c 1966       | McLaren c 1966        | McLaren c 1966        | McLaren c 1966        | McLaren c 1966        | McLaren c 1966        | McLaren c 1966         | McLaren c 1966         | McLaren c 1966         | McLaren c 1966        | McLaren c 1966      | McLaren c 1966      |
| 3   |                |                |                | Tyrrell 1970—1998 | Tyrrell 1970—1998 | Tyrrell 1970—1998 | Tyrrell 1970—1998 | Tyrrell 1970—1998 | Tyrrell 1970—1998  | Tyrrell 1970—1998  | Tyrrell 1970—1998  | Tyrrell 1970—1998  | Tyrrell 1970—1998  | BAR 1999—2005      | BAR 1999—2005      | BAR 1999—2005     | BAR 1999—2005     | Honda 2006—2008      | Honda 2006—2008      | Honda 2006—2008       | Brawn 2009            | Mercedes c 2010       | Mercedes c 2010       | Mercedes c 2010       | Mercedes c 2010        | Mercedes c 2010        | Mercedes c 2010        | Mercedes c 2010       | Mercedes c 2010     | Mercedes c 2010     |
| 4   |                |                |                |                   | Williams c 1977   | Williams c 1977   | Williams c 1977   | Williams c 1977   | Williams c 1977    | Williams c 1977    | Williams c 1977    | Williams c 1977    | Williams c 1977    | Williams c 1977    | Williams c 1977    | Williams c 1977   | Williams c 1977   | Williams c 1977      | Williams c 1977      | Williams c 1977       | Williams c 1977       | Williams c 1977       | Williams c 1977       | Williams c 1977       | Williams c 1977        | Williams c 1977        | Williams c 1977        | Williams c 1977       | Williams c 1977     | Williams c 1977     |
| 5   |                |                |                |                   |                   |                   | Toleman 1981—1985 | Toleman 1981—1985 | Benetton 1986—2001 | Benetton 1986—2001 | Benetton 1986—2001 | Benetton 1986—2001 | Benetton 1986—2001 | Benetton 1986—2001 | Benetton 1986—2001 | Renault 2002—2011 | Renault 2002—2011 | Renault 2002—2011    | Renault 2002—2011    | Renault 2002—2011     | Renault 2002—2011     | Renault 2002—2011     | Lotus 2012—2015       | Renault 2016—2020     | Renault 2016—2020      | Renault 2016—2020      | Renault 2016—2020      | Alpine c 2021         | Alpine c 2021       | Alpine c 2021       |
| 6   |                |                |                |                   |                   |                   |                   | Minardi 1985—2005 | Minardi 1985—2005  | Minardi 1985—2005  | Minardi 1985—2005  | Minardi 1985—2005  | Minardi 1985—2005  | Minardi 1985—2005  | Minardi 1985—2005  | Minardi 1985—2005 | Minardi 1985—2005 | Toro Rosso 2006—2019 | Toro Rosso 2006—2019 | Toro Rosso 2006—2019  | Toro Rosso 2006—2019  | Toro Rosso 2006—2019  | Toro Rosso 2006—2019  | Toro Rosso 2006—2019  | Toro Rosso 2006—2019   | Toro Rosso 2006—2019   | Alpha Tauri 2020—2023  | Alpha Tauri 2020—2023 | Racing Bulls c 2024 | Racing Bulls c 2024 |
| 7   |                |                |                |                   |                   |                   |                   |                   |                    |                    | Jordan 1991—2005   | Jordan 1991—2005   | Jordan 1991—2005   | Jordan 1991—2005   | Jordan 1991—2005   | Jordan 1991—2005  | Jordan 1991—2005  | Midland 2006         | Spyker 2007          | Force India 2008—2018 | Force India 2008—2018 | Force India 2008—2018 | Force India 2008—2018 | Force India 2008—2018 | Racing Point 2018—2020 | Racing Point 2018—2020 | Racing Point 2018—2020 | Aston Martin с 2021   | Aston Martin с 2021 | Aston Martin с 2021 |
| 8   |                |                |                |                   |                   |                   |                   |                   |                    |                    |                    | Sauber 1993—2005   | Sauber 1993—2005   | Sauber 1993—2005   | Sauber 1993—2005   | Sauber 1993—2005  | Sauber 1993—2005  | BMW Sauber 2006—2009 | BMW Sauber 2006—2009 | BMW Sauber 2006—2009  | BMW Sauber 2006—2009  | Sauber 2010—2018      | Sauber 2010—2018      | Sauber 2010—2018      | Sauber 2010—2018       | Alfa Romeo 2019—2023   | Alfa Romeo 2019—2023   | Alfa Romeo 2019—2023  | Sauber 2024—2025    | Audi с 2026         |
| 9   |                |                |                |                   |                   |                   |                   |                   |                    |                    |                    |                    | Stewart 1997—1999  | Stewart 1997—1999  | Jaguar 2000—2004   | Jaguar 2000—2004  | Red Bull c 2005   | Red Bull c 2005      | Red Bull c 2005      | Red Bull c 2005       | Red Bull c 2005       | Red Bull c 2005       | Red Bull c 2005       | Red Bull c 2005       | Red Bull c 2005        | Red Bull c 2005        | Red Bull c 2005        | Red Bull c 2005       | Red Bull c 2005     | Red Bull c 2005     |
| 10  |                |                |                |                   |                   |                   |                   |                   |                    |                    |                    |                    |                    |                    |                    |                   |                   |                      |                      |                       |                       |                       |                       | Haas c 2016           | Haas c 2016            | Haas c 2016            | Haas c 2016            | Haas c 2016           | Haas c 2016         | Haas c 2016         |
| 11  |                |                |                |                   |                   |                   |                   |                   |                    |                    |                    |                    |                    |                    |                    |                   |                   |                      |                      |                       |                       |                       |                       |                       |                        |                        |                        |                       |                     | Cadillac c 2026     |

## Руководство и владельцы
Документом, определяющим принципы управления чемпионатом, является Договор согласия, заключаемый между Международной автомобильной федерацией (ФИА, англ. FIA), командами — участницами чемпионата и обладателем коммерческих прав.
Чемпионат мира Формулы-1 учреждён и организовывается FIA и, как все чемпионаты FIA, подчиняется нормам Международного спортивного кодекса и другим нормативам FIA. FIA осуществляет контроль над спортивными и техническими аспектами чемпионата, в том числе над оборудованием трасс, организацией и проведением гонок, соответствием машин техническому регламенту, лицензированием участников, контролем безопасности, различными процедурами в ходе гонки и т. д. Часть действий (например, работу маршалов трассы) FIA делегирует национальным автоклубам. Разработкой технического и спортивного регламентов Формулы-1 занимается Комиссия Формулы-1, входящая в состав FIA и сформированная из представителей сторон, так или иначе задействованных в чемпионате; утверждает регламенты Всемирный совет по автоспорту FIA.
Право на извлечение любого коммерческого дохода из чемпионата, согласно договору, заключённому до 2110 года, имеет фирма Formula One Administration, FOA. Эта фирма имеет дочерние компании Formula One Management, FOM, Formula One Licensing и пр. и непосредственно контролируется фирмой Formula One World Championship, FOWC, а через систему оффшорных компаний — компанией Delta Topco. Вся коммерческая система, включающая около 50 организаций, известна как Formula One Group. Delta Topco принадлежит нескольким компаниям-акционерам, из которых контрольным пакетом акций (35,1 %) владеет инвестиционный фонд CVC Capital Partners. Из полученного от чемпионата дохода большая часть (47,5 % и дополнительные выплаты, составляющие ещё около 10 %) выдаётся командам-участницам в виде призового фонда, а оставшаяся часть перечисляется акционерам. Руководителем FOA, FOM, FOWC и Delta Topco является основатель этой коммерческой структуры Берни Экклстоун, ныне[когда?]

 владеющий лишь 5,3 % акций; большинством голосов во всех советах директоров обладают представители CVC.
В сентябре 2016 года стало известно о новом владельце чемпионата — Liberty Media. Закрытие сделки планировалось в начале 2017 г. Покупка состояла из 2 этапов: первый этап — продажа 18,7 % акций; вторая часть — оставшаяся часть акций должна была быть продана в 1-м квартале 2017 г.

## «Королева автоспорта»
Многие называют Формулу-1 «королевой автоспорта», «вершиной автоспорта», «королевской формулой», «королевскими автогонками».
Формула-1 считается наиболее престижной гоночной серией в мире, и для многих гонщиков выступление в ней становится целью всей жизни. С одной стороны, такое отношение связано с большой популярностью гоночной серии, а с другой — с высочайшими техническими достижениями Формулы-1, делающими её автомобили самыми быстрыми гоночными машинами в рамках ограничений, устанавливаемых техническим регламентом.
Несмотря на это, из-за серьёзных ограничений регламента, скорости в Формуле-1 не самые высокие в автогонках, и уступают, например, серии Champ Car (так, в этой серии рекорд максимальной скорости был поставлен Жилем де Ферраном на квалификации к последней гонке сезона 2000 года Мальборо 500 на треке в Фонтане, когда он прошёл круг со средней скоростью 388 км/ч, а максимальная моментальная скорость, по некоторым сведениям, была достигнута Полом Трейси в 1996 году на треке в Мичигане, когда он разогнался до 413 км/ч во время одной из тренировок; эти показатели самые быстрые из когда-либо достигнутых в кольцевых автогонках). Конкуренция между командами способствует повышению технического уровня по другим направлениям. Например, всё большему совершенствованию тормозной и аэродинамической систем.
Потраченные миллиарды долларов и работа ведущих технических специалистов приводят к созданию узлов машины, наиболее эффективных при действующих ограничениях регламента.
Формула-1 является самым дорогим видом автоспорта. Бюджеты успешных команд измеряются сотнями миллионов долларов. Гонорары ведущих пилотов и ведущих специалистов измеряются миллионами (а иногда десятками миллионов) долларов.
Быстрое прохождение круга требует от гонщика высочайшей концентрации. В течение полутора часов сердце гонщика бьётся с частотой 180 ударов в минуту, а в квалификации пульс ещё на 50 ударов в минуту выше.
Преодолевая жёсткую конкуренцию, почти всю жизнь гонщики движутся к вершине автоспорта, но лишь немногим удаётся достичь поставленной цели. Гоночную карьеру все пилоты обычно начинают в очень юном возрасте с картинга. Карты недорого стоят, имеют небольшие размеры и весьма безопасны, что делает эти машины идеальными кандидатами для обучения десятилетних детей. Затем спортсмены переходят в «младшие Формулы» национальных чемпионатов, среди которых по традиции выше всех ценятся чемпионаты Великобритании. Далее следуют европейские чемпионаты.
Кроме того, вид автогонок тем выше, чем мощнее участвующие в ней машины. Во многих видах шоссейно-кольцевых автогонок гонщики выступают на одинаковых машинах, поэтому на первое место там выходит личное мастерство пилотов.
Лестница к вершине автоспорта сегодня представлена такими этапами, как:
- Картинг
- Формула-4 — все национальные чемпионаты класса F4
- Региональная формула?! — все региональные чемпионаты по регламенту F3
- Формула-3
- Формула-2, Супер-Формула — Супер-Формула проводится по регламенту F2
- Формула-1

Ввиду кардинальных отличий в управлении автомобиля с открытыми колёсами и кузовной машиной, пилоты редко начинают свою карьеру в кузовных чемпионатах. Однако многие пилоты, особенно американского происхождения, начинают карьеру в американских гоночных сериях ChampCar, IndyCar и других. Но, чаще всего, они там и остаются, не пытаясь пробиться в Формулу-1. Это связано с меньшей популярностью Формулы-1 в США и Канаде, чем в Европе или Южной Америке.
Попав в Формулу-1, пилоты уже зачастую не могут участвовать в других гоночных сериях из-за ограничений, накладываемых на них подписанным контрактом. Здесь играют свою роль и требования спонсоров команды, которых не устраивает выступление «их» гонщика за другие команды (с возможно другими спонсорами), и риск гонщика получить травму при участии в других гонках (и соответственно невозможность выступления за основную команду), а также попросту нехватка времени. Гонщик также должен выделять время на общефизическую подготовку и знакомство с трассами, и даже регулярно появляться на различных мероприятиях для прессы и спонсоров, организуемых командой.
Есть только две гонки, в которой регулярно участвуют действующие гонщики Формулы-1: это «гонка чемпионов» и картинговая гонка в парижском Дворце спорта «Берси» (ELF Masters Karting). Вместе с тем, обычно пилоты, не выступающие непосредственно в гонках (тестеры команды) могут пользоваться определённой свободой в перерывах между сезонами Формулы-1.
Единственное ограничение, накладываемое FIA на участие гонщиков в других сериях, было принято в 1958 году. Оно запрещало гонщику участие в более чем одной гонке за 24 часа. Ранее подобное ограничение уже применялось к этапам чемпионата мира в классе «Формула-1» и появилось оно в 1952 году после аварии Фанхио на Гран-при Италии. Фанхио за день до старта выступал в гонке в Северной Ирландии на трассе Dundrod Circuit, затем в Париже не успел на пересадку на свой самолёт и решил ехать в Монцу на машине. Проведя всю ночь за рулём, Фанхио прибыл в Монцу за полчаса до старта гонки. В состоянии сильнейшего переутомления Фанхио потерял контроль над машиной на втором круге гонки и в результате аварии получил серьёзные травмы.